# 睛斑無線鰨
睛斑無線鰨為輻鰭魚綱鰈形目鰨亞目舌鰨科的其中一種，為深海魚類，分布於西印度洋莫三比克至南非德班海域，棲息深度430-640公尺，體長可達12公分，棲息在底層水域，生活習性不明。

## 扩展阅读
維基物種上的相關：睛斑無線鰨